# Kárpáti Igaz Szó
Kárpáti Igaz Szó (Карпати игаз со, Закарпатская правда) — общегосударственная общественно-политическая газета на венгерском языке, издающаяся в Закарпатской области Украины. Газета освещает общественно-политические события, происходящие на Украине (особенно в Закарпатье), а также публикует материалы по истории и культуре венгров.
Выходит 3 раза в неделю на 8-16 полосах формата А3 тиражом 8-9 тыс. экземпляров.
Основана в 1919 году под названием «Munkás újság» ("Рабочая газета", "Рабочие новости"). Первый номер вышел 31 января 1920 года. Современное название с 1946 года. С 1945 по 1967 годы дублировала украиноязычную газету «Закарпатська правда», а затем стала отдельным самобытным изданием.